# Blackbird Cay
Blackbird Cay är en ö i Belize. Den ligger i distriktet Belize, i den östra delen av landet, 100 kilometer öster om huvudstaden Belmopan.